# Dele Alampasu
 (janvier 2024).
Dele Alampasu, né le 24 décembre 1996 à Abuja, est un footballeur international nigerian. Il joue au poste de gardien de but et évolue actuellement pour le FS Jelgava II en Lettonie.  

## Biographie
Dele Alampasu est né à Abuja, la capitale du Nigeria en 1996. Il commence le football à la Football College Academy dans sa ville natale. Il joue également pour la Future Stars Academy. 

### Arrivée en Europe et transferts successifs
Après ses années de formations au Nigeria; Alampasu s'engage en 2015 avec le club portugais de Feirense, qui évolue en deuxième division. Il est prêté en 2016 à Cesarense, modeste club portugais de division inferieure. À la fin de son prêt, Alampasu ne jouera plus sous les couleurs de Feirense. 
En 2020, le joueur nigérian s'engage en faveur du FK Ventspils en Lettonie . Ce transfert est malheureusement un nouvel échec et le jeune joueur s'engage en D2, toujours en Lettonie, cette fois-ci avec le FS Jelgava. Le joueur quitte Jelgava en fin de saison puis s'engage dans la foulée avec le Pietà Hotspurs Football Club, un club maltais. 
Après onze matchs avec le PHFC, Alampasu signe au Jura Dolois Football en National 3. Il achève sa première demi-saison sous la tunique doloise en réalisant six cleen sheet (match sans encaissé de but) en 8 rencontres jouées. Le 1er Septembre 2023, Dele Alampasu quitte le JDF avec qui il a joué un total de 10 matchs en 8 mois. Depuis cette date, il n'a pas retrouvé de club et est ainsi libre de s'engager ou il le souhaite.  
Après une année sans jouer, Alampasu s'engage de nouveau en Lettonie avec Jelgava (dont l'équipe fanion évolue dorénavant en première division) pour renforcer l'équipe réserve du club.   

### En équipe nationale
Alampasu remporte la Coupe du monde de football des moins de 17 ans en 2013 avec le Nigeria en finissant meilleur gardien du tournoi. Il est sélectionné avec le Nigeria pour la première fois en 2017, le joueur était âgé de 20 ans.

## Palmarès
- Vainqueur de la Coupe du monde de football des moins de 17 ans en 2013 avec l'équipe du Nigeria des moins de 17 ans
- Élu meilleur gardien de la coupe du monde des moins de 17 ans 2013.